# Arrondissement Saint-Lô
Saint-Lô is een arrondissement van het Franse departement Manche in de regio Normandië. De onderprefectuur is Saint-Lô.

## Kantons
Het arrondissement was tot 2014 samengesteld uit de volgende kantons:
- Kanton Canisy
- Kanton Carentan
- Kanton Marigny
- Kanton Percy
- Kanton Saint-Clair-sur-l'Elle
- Kanton Saint-Jean-de-Daye
- Kanton Saint-Lô-Est
- Kanton Tessy-sur-Vire
- Kanton Torigni-sur-Vire
- Kanton Villedieu-les-Poêles
- Kanton Saint-Lô-Ouest

Na de herindeling van de kantons bij decreet van 25 februari 2014, met uitwerking op 22 maart 2015 omvat het volgende kantons:
- Kanton Carentan  (deel 6/21)
- Kanton Condé-sur-Vire
- Kanton Pont-Hébert
- Kanton Saint-Lô-1  (deel 9/10)
- Kanton Saint-Lô-2
- Kanton Villedieu-les-Poêles  (deel 7/27)